# Ciso

Mapa de la Antigua Macedonia con la posible ubicación de Ciso, al este de Tesalónica.

Ciso (en griego, Κισσός) fue una antigua ciudad griega de la península Calcídica. 

## Tradiciones míticas
De Ciso se creía que procedía el héroe homérico Ifidamante, cuyo abuelo, que lo había criado, se llamaba Cises. La ciudad posiblemente esté relacionada con el monte Ciso, al pie del cual dice Licofrón que se hallaba Recelo, uno de los lugares donde se establecieron Eneas y los troyanos supervivientes tras la guerra de Troya.

## Historia y posible localización
Fue una de las ciudades destruidas durante la época de Casandro de Macedonia, y sus habitantes se trasladaron a la recién fundada ciudad de Tesalónica (el año 315 a. C.), junto con los habitantes de otras veintiséis pequeñas ciudades de Crosea y de la orilla del golfo Termaico.
Se desconoce su localización exacta, aunque se ha sugerido que podría identificarse con unos restos situados en la cima del monte Chortiatis, situado en el noroeste de la Calcídica.